# Gewöhnliche Rosskastanie
Die Gewöhnliche Rosskastanie (Aesculus hippocastanum), auch Gemeine Rosskastanie oder Weiße Rosskastanie genannt, ist eine Pflanzenart aus der Gattung Rosskastanien (Aesculus) innerhalb der Familie Seifenbaumgewächse (Sapindaceae). Sie ist auf der Balkanhalbinsel heimisch und in Mitteleuropa verbreitet angepflanzt.

## Beschreibung und Ökologie

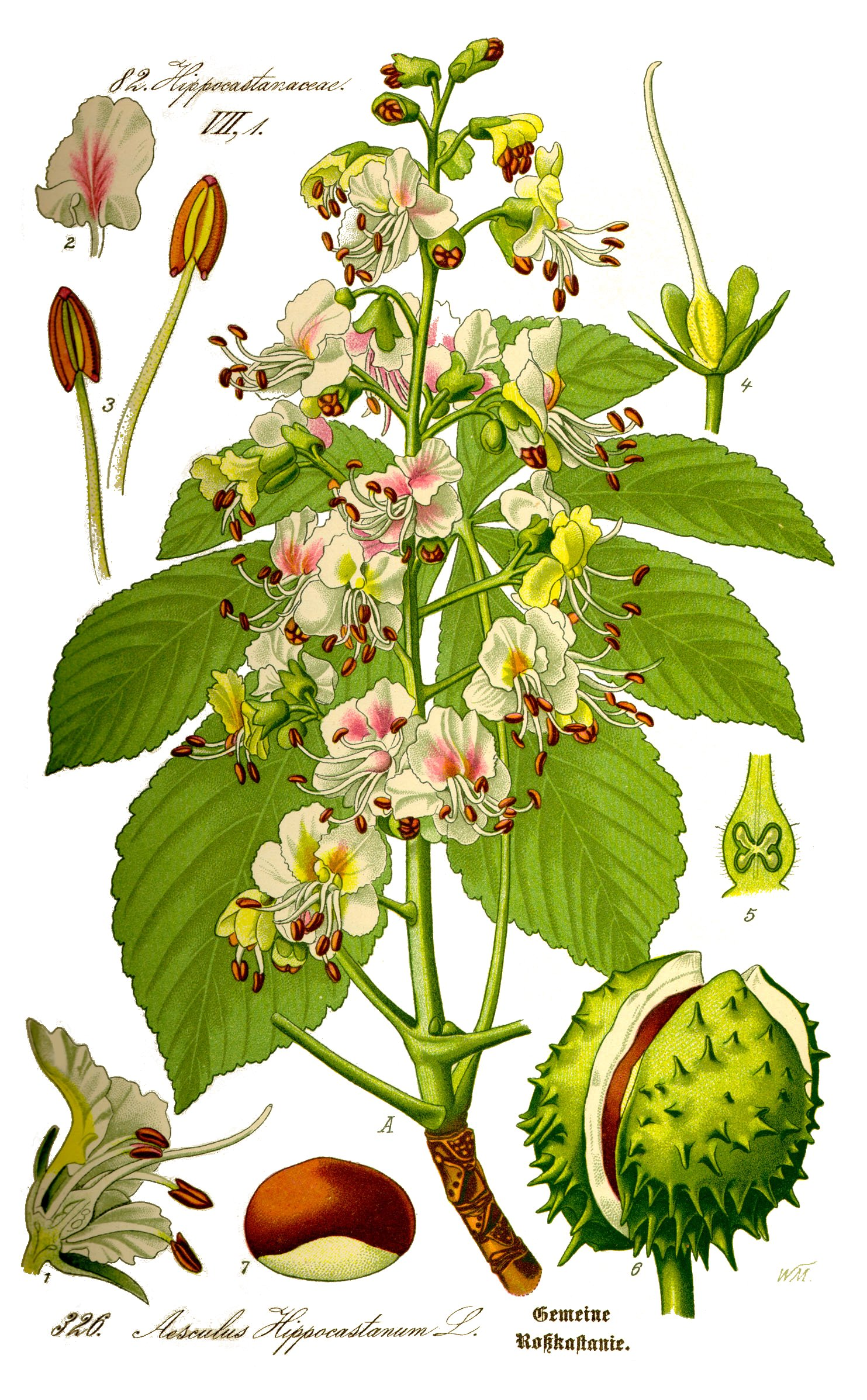
Illustration aus Prof. Dr. Otto Wilhelm Thomé: Flora von Deutschland, Österreich und der Schweiz, Gera, 1885

### Vegetative Merkmale
Die Gewöhnliche Rosskastanie wächst als sommergrüner Baum, der Wuchshöhen von 25 bis über 30 Metern, selten bis über 35 Metern erreicht. Sie kann ein Alter von bis zu 300 Jahren erreichen. Die Gewöhnliche Rosskastanie ist in der Jugend raschwüchsig und bildet einen kurzen, vollholzigen Stamm mit runder und breiter Baumkrone aus. Alte Bäume erreichen Stammdurchmesser bis über 1 Meter, selten bis über 2 Meter. Der Stamm ist immer nach rechts drehwüchsig und von einem gelblichweißen, kernlosen Holz. Sie kann einen Nasskern ausbilden.
Die Zweige sind dick und ihre Rinde ist bräunlich-grau mit auffallender, fünf- bis neunspuriger Blattnarbe. Die Borke ist bei jungen Bäumen hell-braun bis braun und glatt, später wird sie manchmal etwas rötlich, und ältere Bäume haben eine grau-braune, gefelderte Borke, deren grobrissige Platten sich aufbiegen und in Schuppen abblättern.
Die Knospen sitzen gegenständig am Zweig, mit einer auffallenden großen und dicken Endknospe, die eikegelig-spitz, mehrschuppig, glänzend und klebrig ist. Die Knospen erscheinen im Herbst.
Die gegenständig an den Zweigen angeordneten Laubblätter sind in Blattstiel und -spreite gegliedert. Der Blattstiel ist 10 bis 18 Zentimeter lang und rinnig. Die sehr großen Blattspreiten sind fingerförmig zusammengesetzt mit fünf oder sieben Fiederblättchen. Die Oberseite ist sattgrün, kahl, schwach glänzend und die -unterseite hellgrün mit filzigen Blattadern. Die kurz gestielten Blättchen sind bei einer Länge von meist 10 bis 18 (9 bis 25) Zentimetern sowie einer Breite von etwa 10 Zentimetern verkehrt-eiförmig oder elliptisch mit spitzem bis zugespitztem oberen Ende und gekerbtem bis doppelt gesägtem Rand, sie sind an ihrer Basis keilförmig.

### Generative Merkmale

Blütendiagramm

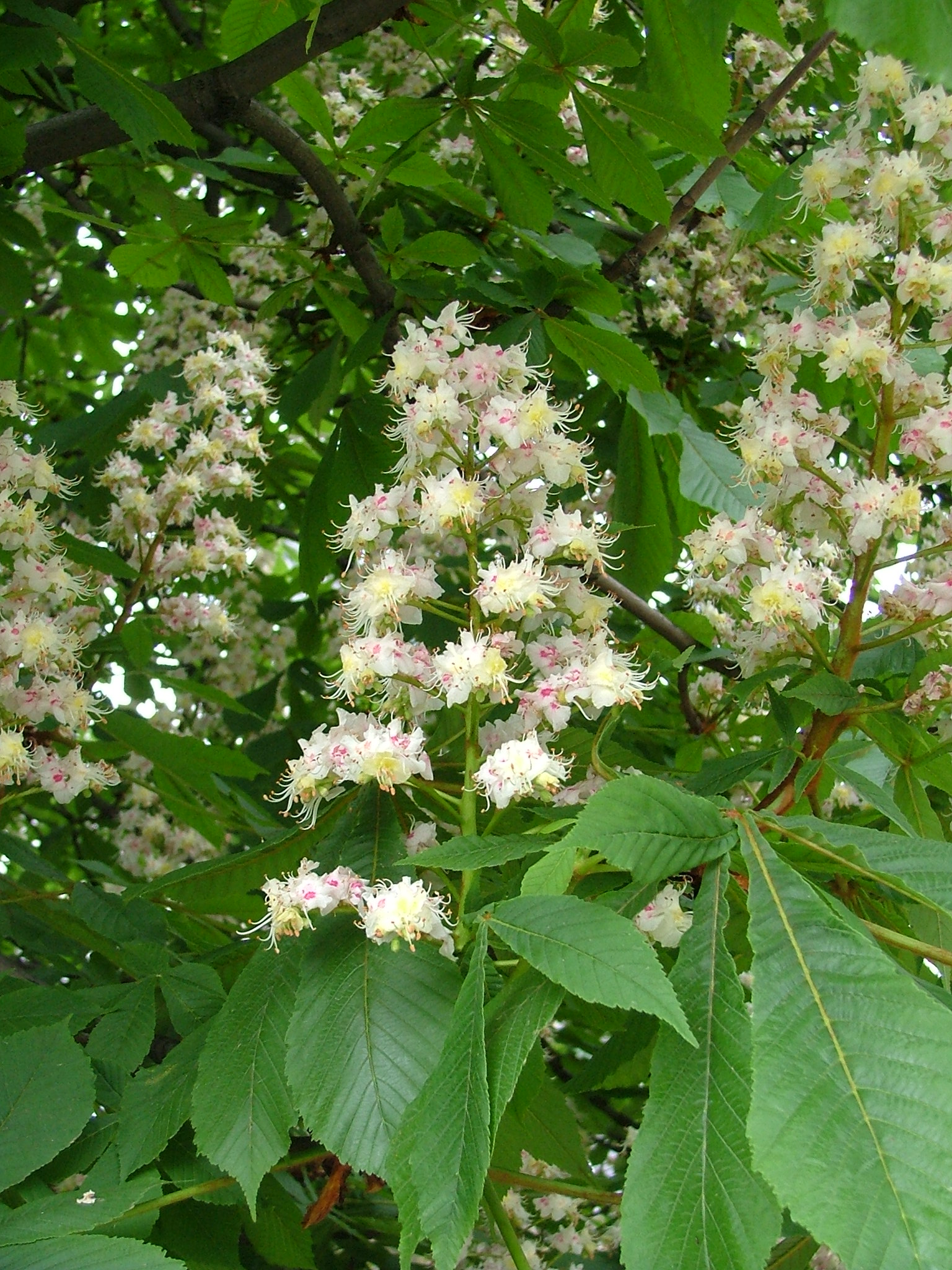
Blütenstand

Die Gewöhnliche Rosskastanie ist trimonözisch und die Mehrzahl der Blüten ist männlich. Die Blüten befinden sich zu vielen in einem aufrechten und pyramidalen, oft gemischtgeschlechtlichen, thyrsigen Blütenstand, der im Volksmund auch „Kerze“ genannt wird. Dieser Blütenstand ist im Umriss kegelförmig gebaut und verjüngt sich nach oben sehr gleichmäßig. Die duftenden, gestielten, zwittrigen oder funktionell eingeschlechtigen Blüten sind fünfzählig mit doppelter Blütenhülle. Die fünf Kronblätter sind 10 bis 15 Millimeter lang, genagelt und kraus bewimpert. Die etwas ungleichen, weißen Blütenkronen besitzen an zwei Kronblättern einen anfangs gelben, später roten Fleck, welcher als Saftmal bezeichnet wird. Diese duften und durch die Farbänderung ändert sich auch der Geruch, dadurch können die Bienen zwischen jungen und alten Blüten unterscheiden. Es sind meist sieben, ungleich lange Staubblätter vorhanden; sie sind aufwärts gebogen und überragen die Blütenkrone. Bei den männlichen Blüten ist ein Pistillode und bei den weiblichen Staminodien mit Antheroden sowie, wie in den zwittrigen, ein dreikammeriger, behaarter Fruchtknoten mit langem, gebogenem Griffel vorhanden. Es ist jeweils ein Diskus vorhanden.
Die hellgrüne, bei einem Durchmesser 5 bis 6,5 Zentimeter, kugelige Kapselfrucht besitzt eine dicke, lederige, bestachelte Hülle. Die Kapselfrucht enthält meist einen, selten bis zu drei Samen. Die 2 bis 4 Zentimeter großen, nussbraunen und glänzenden, glatten Samen besitzen einen weißlichen, matten Nabelfleck (Hilum).

### Chromosomensatz
Die Chromosomgrundzahl beträgt x = 20; es liegt Diploidie mit einer Chromosomenzahl von 2n = 40 vor.

## Ökologie und Phänologie
Wie alle Rosskastanien-Arten ist die Gewöhnliche Rosskastanie ein Flachwurzler, mit weitreichendem, starkem „Wurzelwerk“. Die sich tellerförmig ausbreitenden Wurzeln reichen bis zu acht Metern in die Tiefe und bis zu 15 Metern in die Breite.
Bei der Gewöhnlichen Rosskastanie handelt es sich um einen mesomorphen Makrophanerophyten.
Blütenökologisch handelt es sich um Eigentliche Lippenblumen mit völlig verborgenem Nektar. Die Gewöhnliche Rosskastanie ist trimonözisch, dabei kommen zwittrige, weibliche und männliche Blüten auf einem Pflanzenexemplar vor. Die Gewöhnliche Rosskastanie ist fakultativ xenogam, dabei erfolgt meist Fremdbefruchtung, Selbstbestäubung ist die Ausnahme. Die Blüten sind protogyn, es sind also zuerst die weiblichen, später die männlichen Blütenorgane fertil. Als Belohnung für Bestäuber ist Nektar vorhanden. Es liegt Selbstkompatibilität vor, Selbstbefruchtung führt also erfolgreich zum Samenansatz. Bestäuber sind Bienen, Hummeln, Wespen, Bombyliden sowie Syrphiden.
Diasporen sind die Samen. Hauptsächlich erfolgt Autochorie. Die Diasporen dienen als Nahrung, gehen den Tieren verloren und können dann keimen (Dysochorie).
Die Blütezeit reicht je nach Witterung von April/Mai bis in den Juni. Die weißen Blütenkronen haben, solange sie befruchtungsfähig sind, einen gelben Fleck. Nur in dieser Phase der Anthese wird der zuckerreiche (bis zu 70 %) Nektar produziert. Wenn die Blüten bestäubt wurden, färbt sich der Fleck rot. Das zeigt den Bestäubern, dass in den Blüten mit rotem Fleck nichts mehr an Nektar und Blütenstaub zu holen ist. Pro Staubblatt gibt es eine der höchsten bekannten Pollenkornzahlen: 26 000. Für einen Blütenstand sind es bis zu 42 Millionen Pollenkörner.
Ein Baumexemplar wird mit 10 bis 15 Jahren mannbar. Die Früchte reifen im September/Oktober. Die sogenannten „Kastanien“ sind roh für den Menschen ungenießbar und leicht giftig (Siehe: Rosskastanien). Die Rosskastanie zählt zu den Pflanzenarten, die ihre reifen Früchte mittels der Schwerkraft zu Boden fallen lassen (Barochorie). Beim Aufprall auf den Boden platzen die Kapseln in der Regel auf und entlassen ihre großen Samen, die je nach Bodenlage noch einige Meter weiter rollen. Diese sehr seltene Ausbreitungsform der Diasporen wird auch als „Schwerkraftwanderung“ bezeichnet. Die Samen keimen im nächsten Frühjahr unterirdisch.

Verbreitung (mit x sind die isolierten Areale gekennzeichnet)

## Vorkommen
Die Gewöhnliche Rosskastanie ist auf der Balkanhalbinsel beheimatet. Ihr sehr disjunktes Areal besteht aus Einzelvorkommen in den Mittelgebirgen Griechenlands, Albaniens und Nordmazedoniens. Die größten Bestände in Griechenland befinden sich in den Distrikten Fthiotida, Evrytania, Thessalien und Epirus. In Albanien befinden sich die natürlichen Vorkommen im Osten des Landes, in Nordmazedonien am Schwarzen Drin und um den Ohridsee im Westen des Landes. In Bulgarien gibt es ein Vorkommen entlang den Flüssen Derwischka und Surljowa in den Bergen um Weliki Preslaw, von dem jedoch angenommen wird, dass es sich um eine jahrhundertealte künstliche Begrünung handelt. Hingegen wird ein Vorkommen in Ostbulgarien als natürliches Vorkommen angesehen. Im restlichen Europa wurde die Gewöhnliche Rosskastanie ab 1576 von Konstantinopel (Istanbul) aus eingeführt.
In ihren Standortansprüchen ähnelt die Gewöhnliche Rosskastanie der Hainbuche (Carpinus betulus). Im natürlichen Areal wächst sie in Höhenlagen von 900 bis 1300 Metern, vor allem an schattigen und halbschattigen, frischen bis feuchten Standorten. Sie ist eine mesophytische und lichtbedürftige Art, gedeiht daher auch an sonnigen Standorten. Bezüglich Geologie und Boden ist sie indifferent, kommt jedoch vorwiegend auf tiefgründigen, frischen, basen- sowie stickstoffreichen Böden mit einem neutralen bis alkalischen pH-Wert vor. In Mitteleuropa kommt die Gewöhnliche Rosskastanie in Graubünden bis in Höhenlagen von 1380 Metern und im Engadin bis in 1400 Metern gepflanzt vor.
Die ökologischen Zeigerwerte nach Landolt et al. 2010 sind in der Schweiz: Feuchtezahl F = 3+w (feucht aber mäßig wechselnd), Lichtzahl L = 3 (halbschattig), Reaktionszahl R = 4 (neutral bis basisch), Temperaturzahl T = 4 (kollin), Nährstoffzahl N = 3 (mäßig nährstoffarm bis mäßig nährstoffreich), Kontinentalitätszahl K = 2 (subozeanisch).

## Krankheiten und Schädlinge
Bei der Gewöhnlichen Rosskastanie sind folgende Krankheiten und Erreger von Bedeutung:
- Eine Rindenkrankheit, ausgelöst durch das Bakterium Pseudomonas syringae pv. aesculi, befällt Phloem und Kambium des Baumes. Symptome sind Rinden- und Kambiumnekrosen sowie Schleimfluss am Stamm (Verwechslungsgefahr mit Phytophthora). Während Jungbäume schnell abgetötet werden können, überleben ältere Exemplare in der Regel, sind jedoch durch die Schwächung anfällig für Weißfäuleerreger.
- Verschiedene Phytophthora-Arten wirken wurzelpathogen und bewirken besonders in Großbritannien Schäden am Wurzelsystem, Rindennekrosen und Schleimfluss am Stamm. Da Phytophthora begeißelte Zoosporen bildet, sind besonders Bäume auf nassen Standorten gefährdet.
- Guignardia aesculi ist der Erreger der Blattbräune, die in Mitteleuropa seit den 1950er Jahren auftritt. Sie löst vorzeitigen Blattfall aus. Nach der Pilzinfektion im Frühling treten im Juli/August erste Blattnekrosen auf, später rollen sich die Blätter ein.
- Stammfäule wird vor allem durch Arten der Gattung Lackporlinge (Ganoderma) ausgelöst.

Unter den Insekten sind Vertreter der Gattungen Cerambyx, Anisandrus, Plagionotus und Phymatodes stammbewohnend, Vertreter der Acrometa, Operophthera und Alsophila sind blattfressend.
Wesentliche Bedeutung hat im 21. Jahrhundert die Rosskastanienminiermotte (Cameraria ohridella) erlangt, die in Europa erstmals 1984 beobachtet wurde und sich seit dem ersten Auftreten in Österreich 1989 mit rund 100 km pro Jahr ausbreitet. Durch den Befall der Blätter fallen diese bereits im August ab, wodurch die Bäume bei starkem Befall erheblich geschwächt werden. Man kann bei stark befallenen Kastanien einen Wiederaustrieb und eine erneute Blüte im August/September beobachten („Angstblüte“). Da auch die Rosskastanie nicht in Mitteleuropa heimisch ist, sind Rosskastanie und Miniermotte als Neobiota ein klassischer Studienfall der Invasionsbiologie.
Unter den abiotischen Faktoren ist für die Gewöhnliche Rosskastanie vor allem die Wirkung des winterlichen Auftausalzes von Bedeutung, das in der nächsten Vegetationsperiode zu Blattrandnekrosen und verfrühtem Blattfall führt.

## Bildergalerie

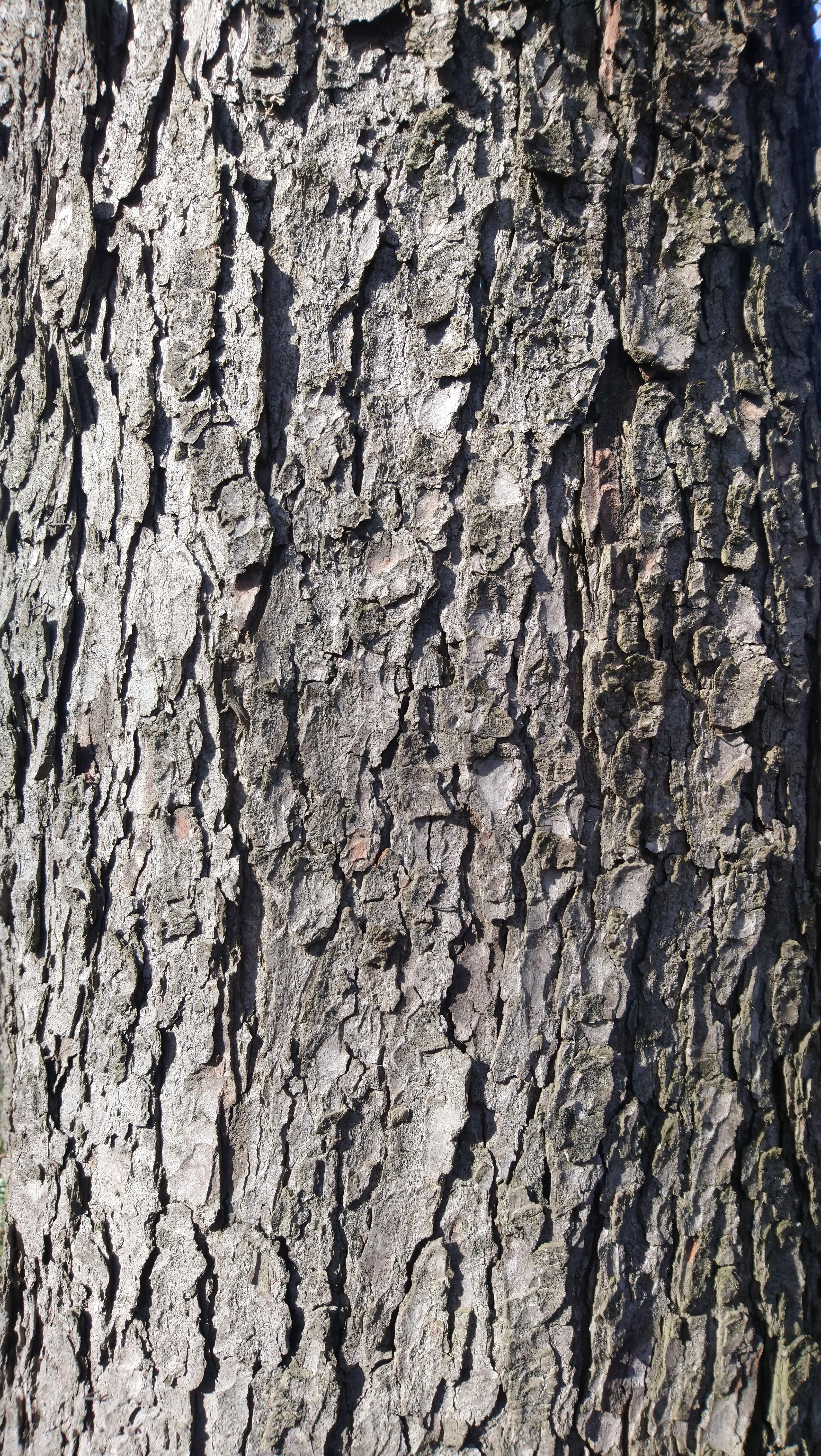
Borke
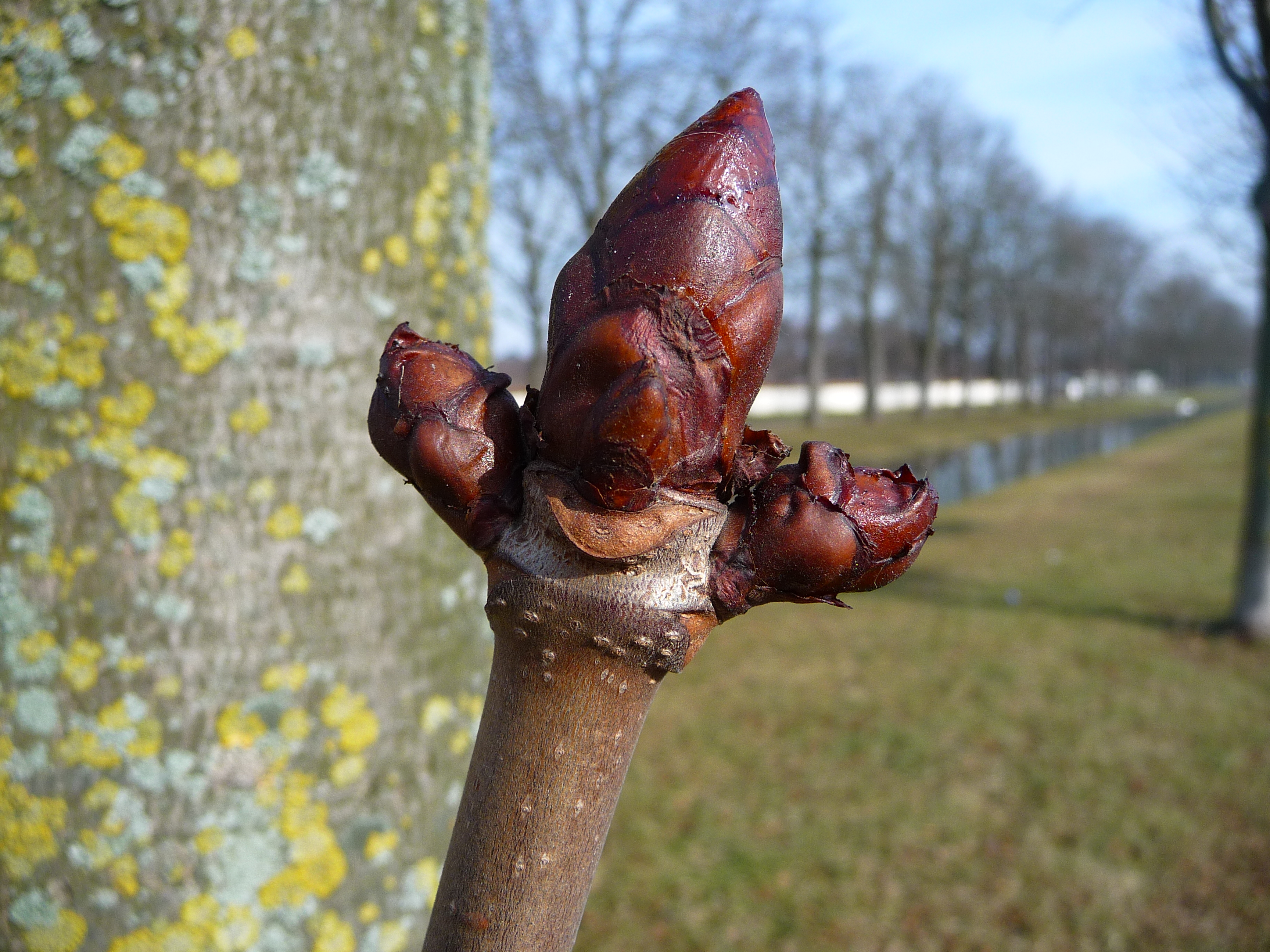
Knospe im Februar
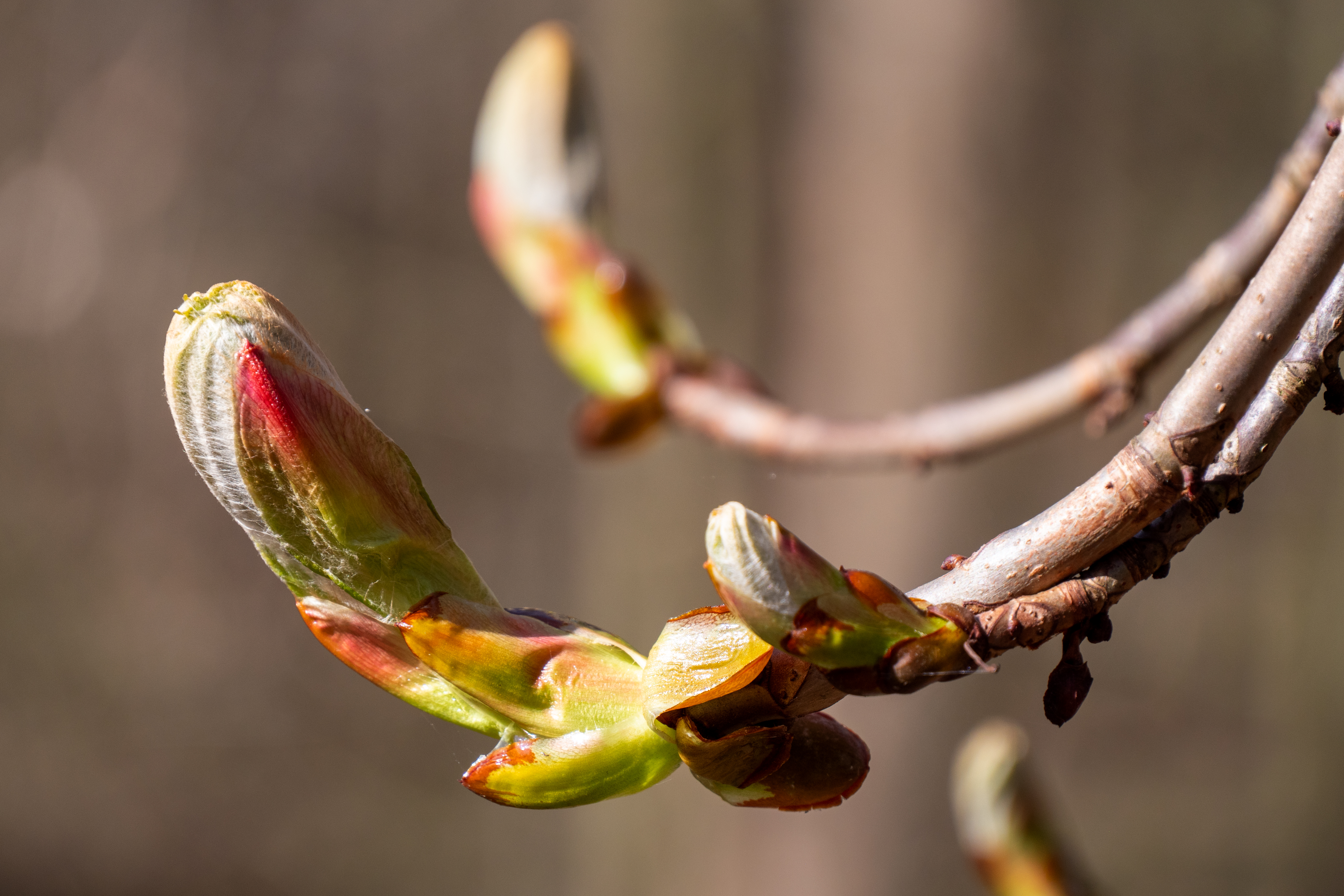
Knospen einer Kastanie im März
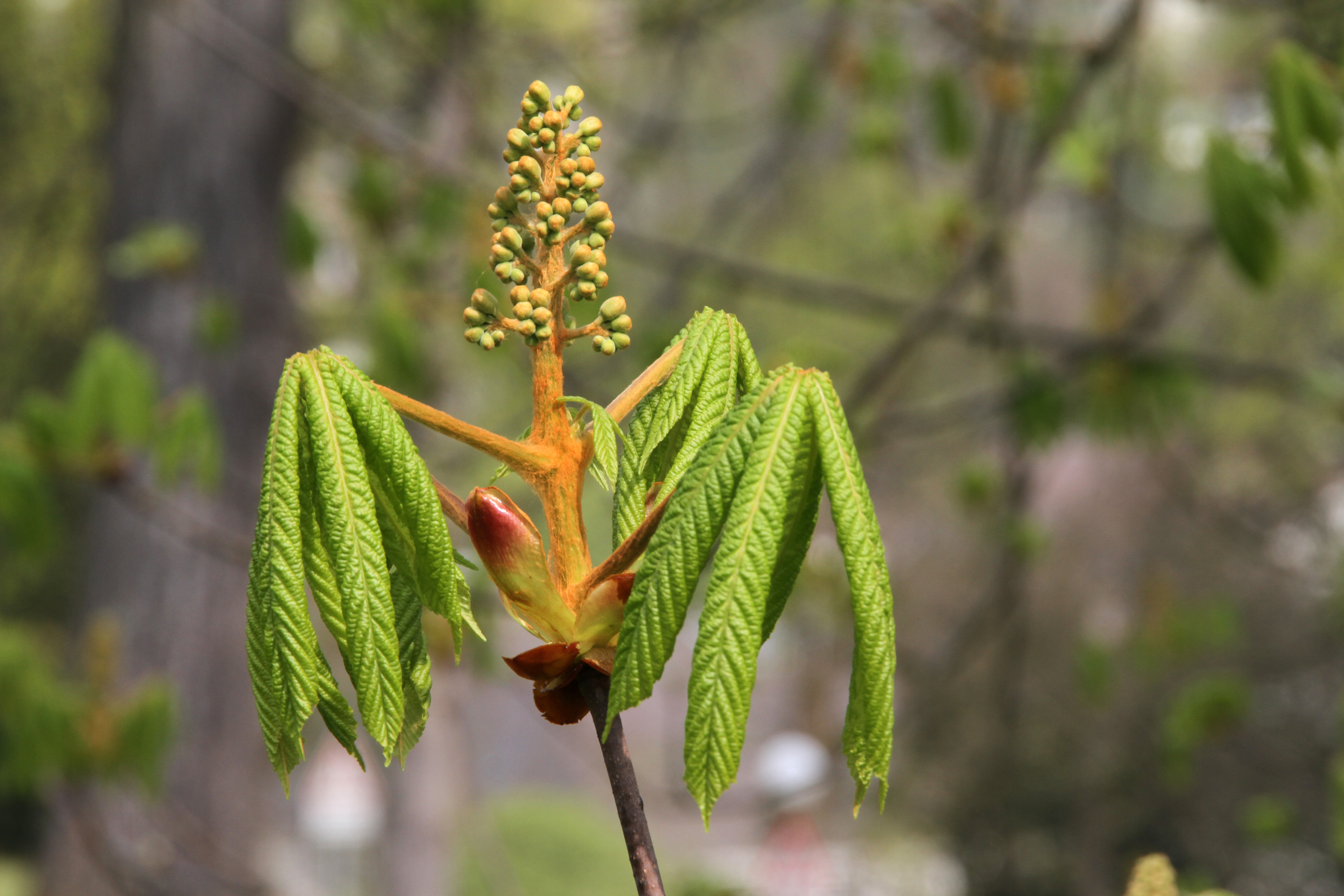
Austrieb von Blatt und Blütenstand
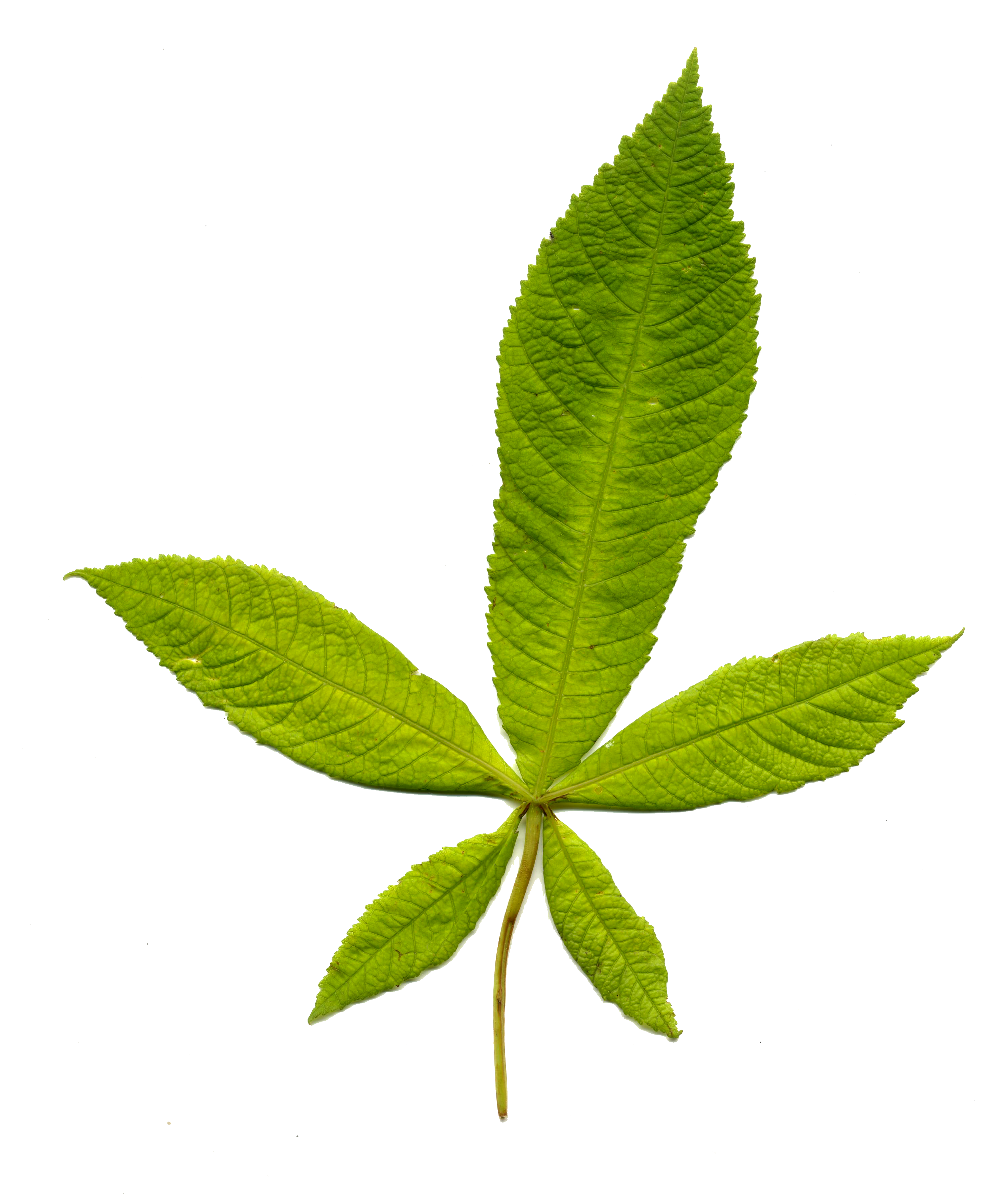
Junges Laubblatt
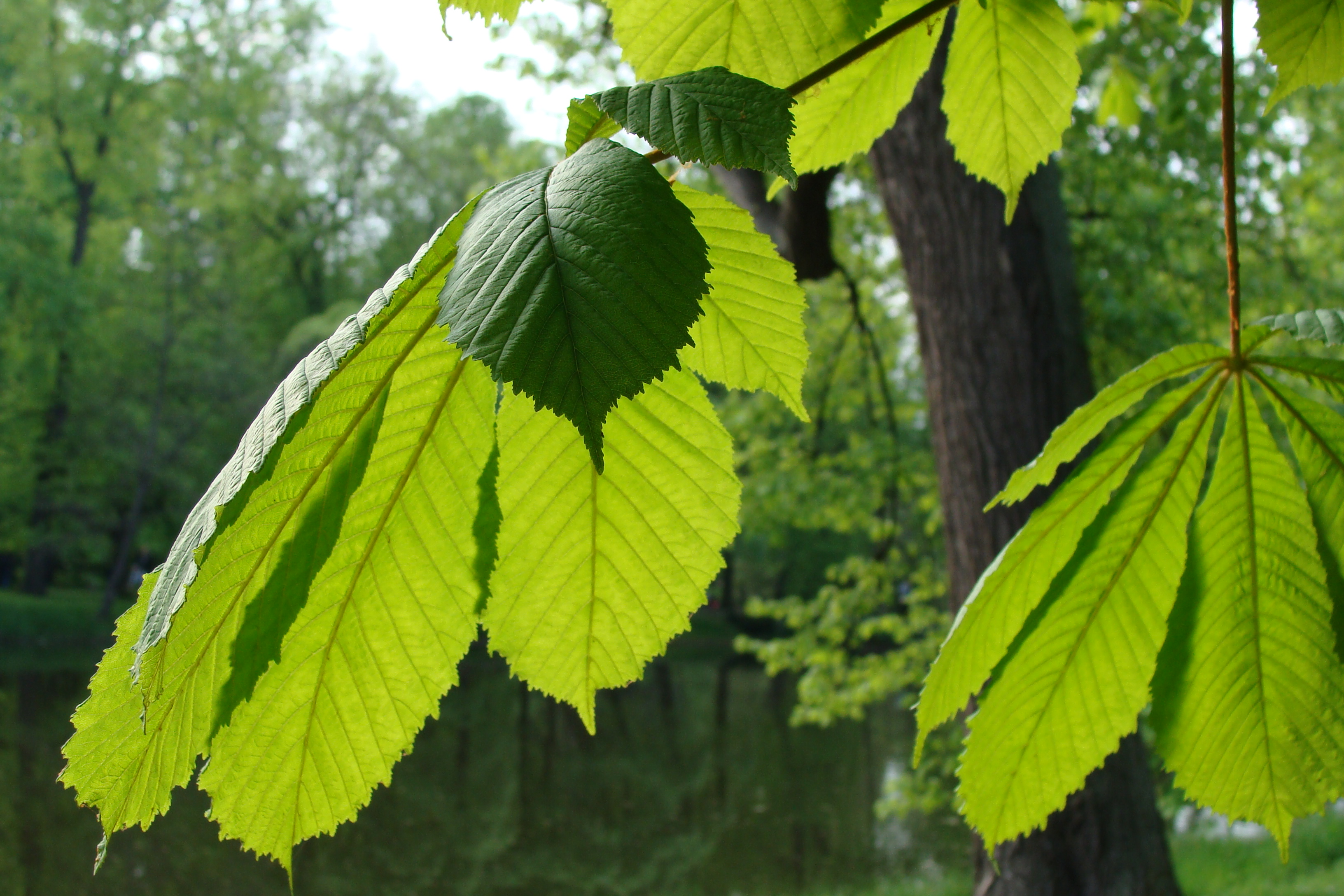
Zwei Blattspreiten aus sieben Fiederblättern bestehend mit sichtbaren Blattadern
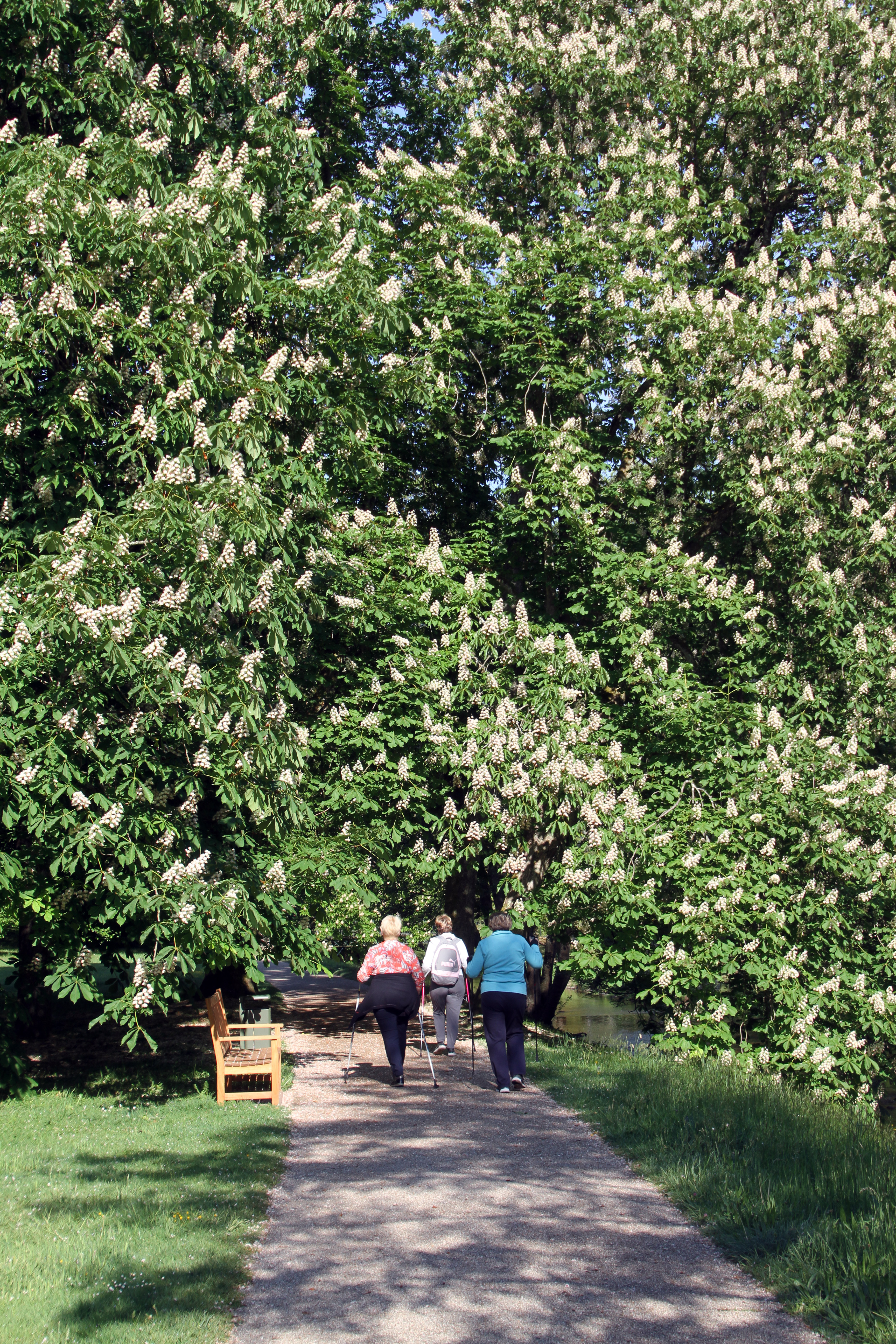
Baum in voller Blüte
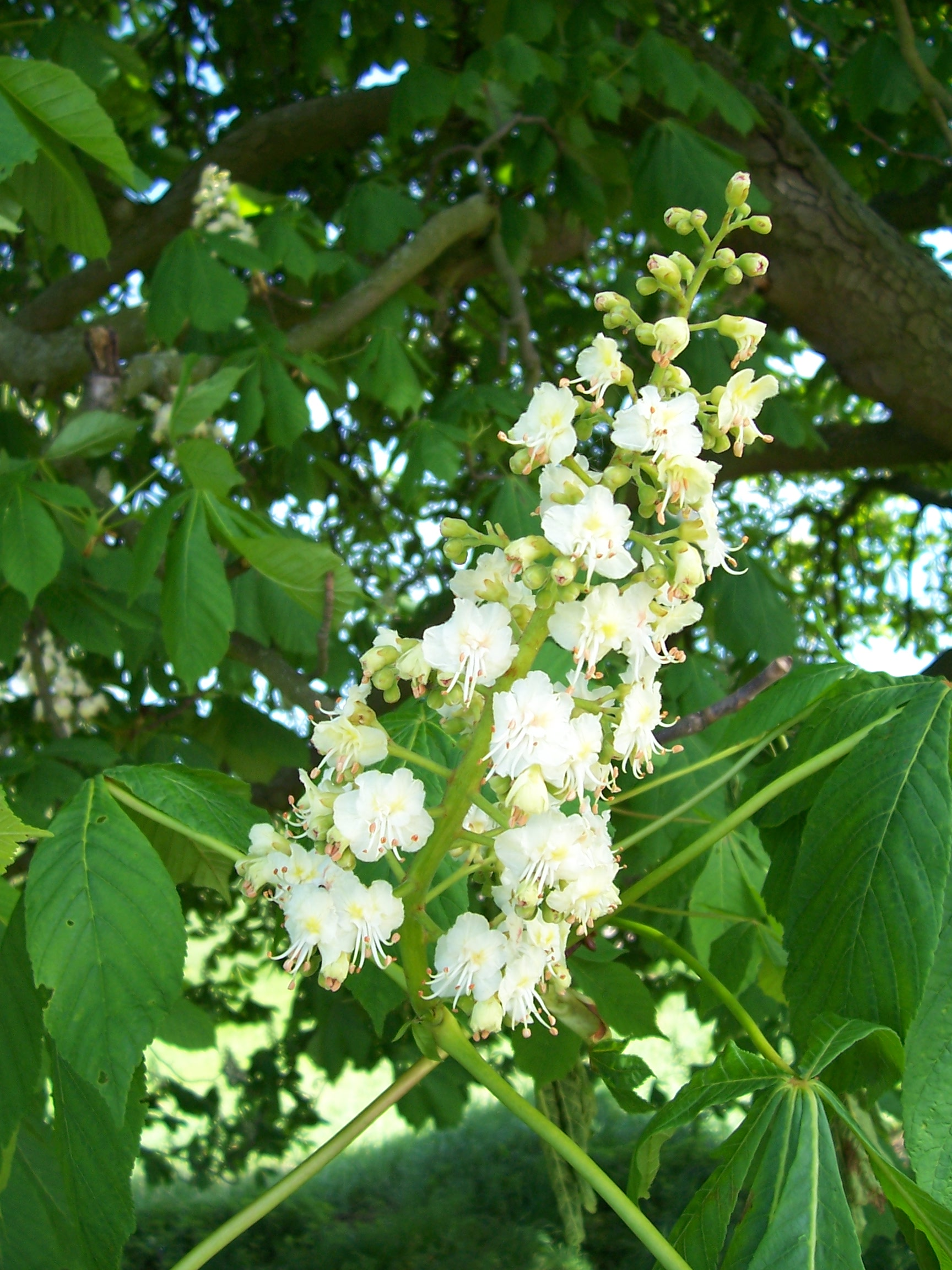
Blütenstand
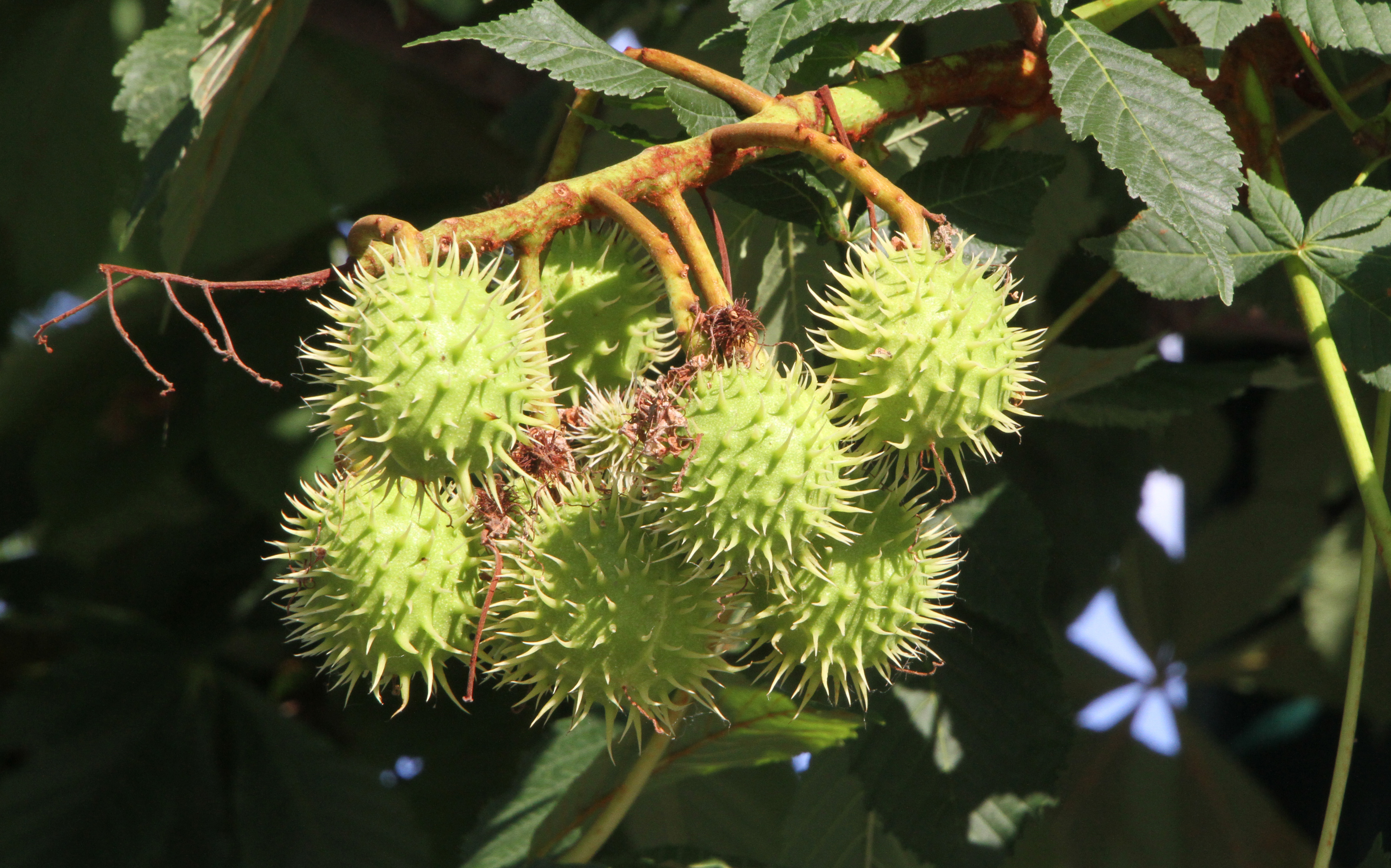
Früchte
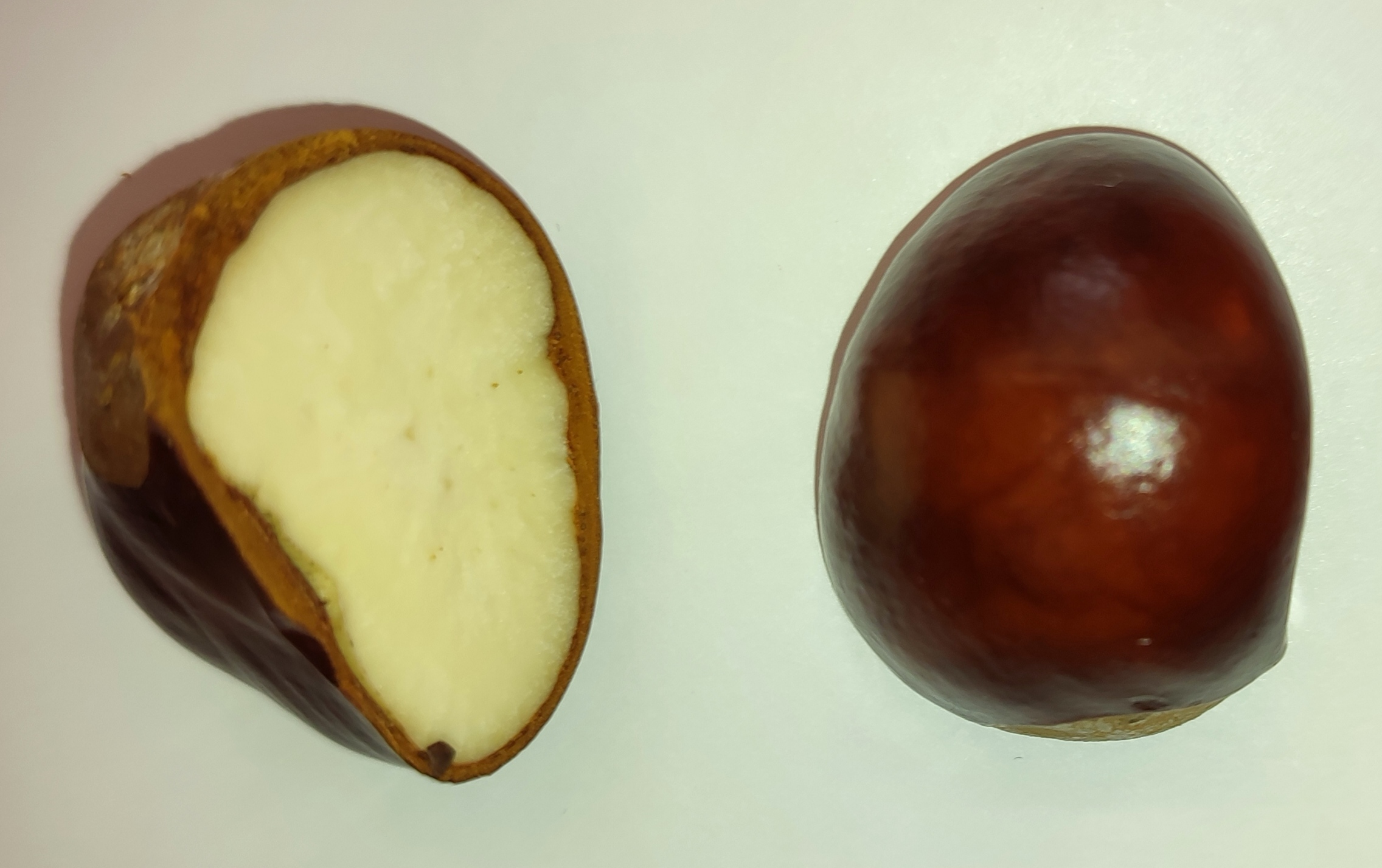
Samen, aufgeschnitten
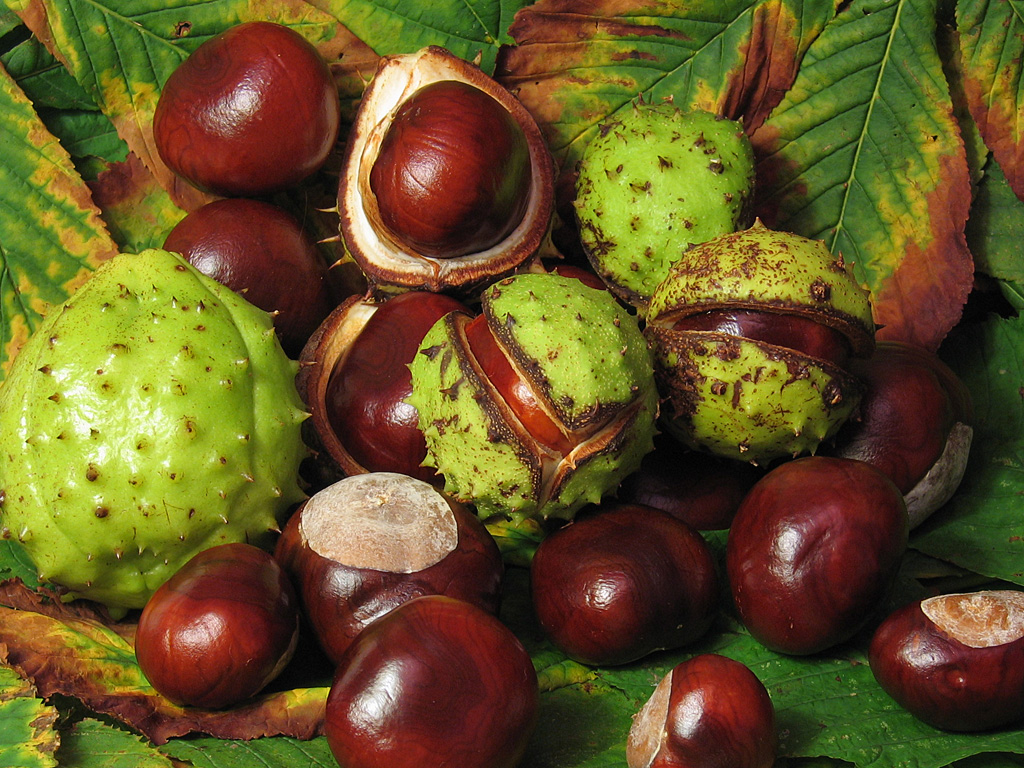
Samen mit und ohne Kapselfrucht
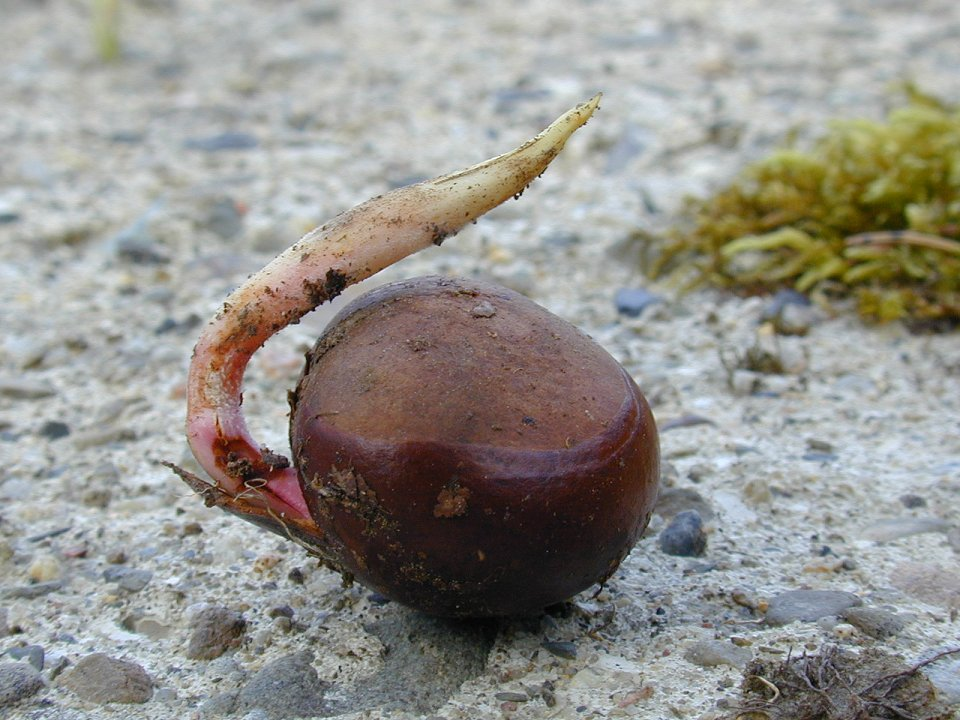
Keimender Samen

## Nutzung
Die Gewöhnliche Rosskastanie wird vielfach genutzt, ist jedoch keine wirtschaftlich bedeutende Baumart. Als Holzlieferant hat die Gewöhnliche Rosskastanie keine große Bedeutung.

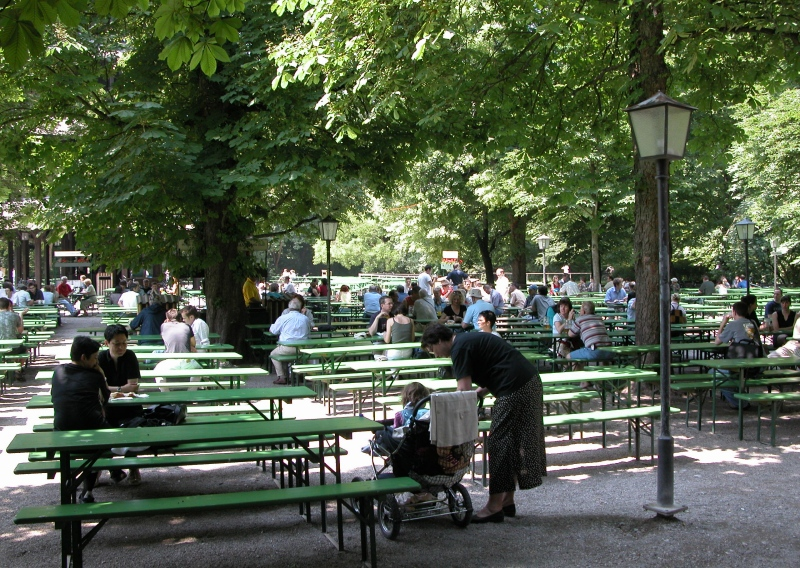
Klassischer Biergarten im Englischen Garten, München

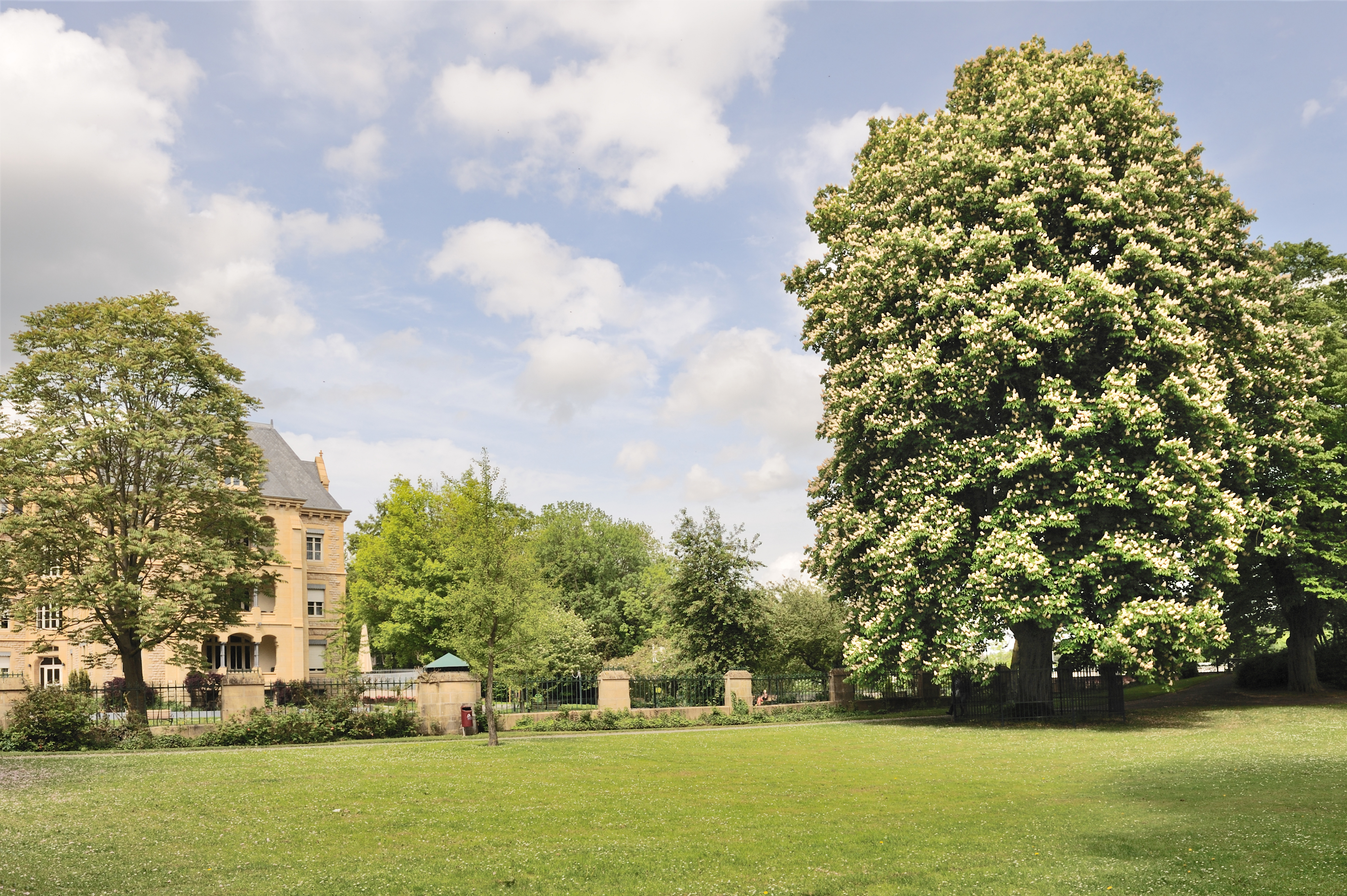
Blühendes Exemplar in Parkanlage

### Nutzung ohne unmittelbare wirtschaftliche Verwertung
Die Gewöhnliche Rosskastanie ist ein beliebter Baum in Erholungsanlagen, als Schattenspender etwa in Biergärten und als Zierbaum. In vielen Ländern wird er auch als Straßenbaum angepflanzt. Ebenfalls als Ziergehölz verwendet wird die Kreuzung aus Gewöhnlicher und Roter Rosskastanie, die Fleischrote Rosskastanie (Aesculus × carnea).
Die Blüten bilden ausgiebig Nektar und Pollen und sind damit eine gute Bienentrachtpflanze. Historisch wurden die Samen insbesondere von den Osmanen als Pferdefutter und -medizin mitgeführt und so in Europa verbreitet, woher sich auch der Trivialname Rosskastanie erklärt. Die Samen werden außerdem zur Winterfütterung von Rothirschen, Rehen und anderen Schalenwildarten verwendet.
Kinder basteln aus den Samen Kastanienmännchen.
In Großbritannien und Irland binden Kinder Kastanien für das Spiel Conkers („Kastanien“) an Fäden: Ein Kind lässt seine Kastanie am Faden hängen, während ein zweites Kind seine Kastanie auf die hängende Kastanie schleudert. Wenn eine der Kastanien beim Zusammenprall zerbricht, gewinnt das Kind mit der unbeschädigten Kastanie einen Punkt. Seit 1965 werden jährlich Conkers-Weltmeisterschaften ausgetragen.

### Holz
Das Holz lässt sich gut bearbeiten, reißt bei der Trocknung wenig und lässt sich gut verleimen.
Im Gegensatz zum gerbstoffhaltigen Holz der Esskastanie ist es nicht sehr dauerhaft und wird leicht durch Pilze und Insekten geschädigt. Verarbeitet wird das Holz zu Kisten und als Blindholz für Möbel und Türen. Es kann auch in der Span- und Faserplattenherstellung genutzt werden. Im Falle des häufig auftretenden Drehwuchses ist das Holz für die Weiterverarbeitung nicht gut zu gebrauchen. Das Holz der Rosskastanie wird nicht in relevantem Umfang industriell genutzt. Allerdings eignet es sich gut als Kaminholz. Ist es gut getrocknet, hinterlässt es beim Verbrennen wenig Rückstände oder Ablagerungen im Kaminzug.

### Chemie und Wollfärbung
Aus den Samen werden die Saponine zur Herstellung von Kosmetik, Farben und Schäumen gewonnen, die Stärke wird zu Alkohol und Milchsäure vergoren, die Öle werden zu Seifenpulver verarbeitet.
In den beiden Weltkriegen ließ die britische Regierung Kastanien sammeln, um Aceton zur Herstellung des Sprengstoffs Kordit zu gewinnen.
In früheren Zeiten sind verschiedene Pflanzenteile der Rosskastanie zum Färben von Wolle verwendet worden. Mithilfe der Schalen der Rosskastanie erhält Wolle eine braune Farbe. Die Blätter ergeben je nach Jahreszeit unterschiedliche Farben. Blätter, die Anfang Mai gepflückt werden, ergeben einen rostbeigen Ton. Pflückt man die Blätter im August, erhält man einen honiggelben Farbton. Die tanninhaltige Rinde der Rosskastanie wurde in Italien beim Wollfärben zum Färben eines bräunlichen Gelb verwendet.

### Medizin
Aus Samen, Borke, Laubblättern und Blüten werden Grundstoffe für die pharmazeutische Industrie gewonnen. Das extrahierbare Wirkstoffgemisch Aescin, etwa im Präparat Venostasin (ein „Vitamin B1-haltiger Roßkastanien-Extrakt“), hat eine gefäßverstärkende, antikoagulierende (bzw. antithrombotische) und entzündungshemmende Wirkung. Die daraus hergestellten Präparate werden beispielsweise gegen Magen- und Zwölffingerdarmgeschwür, Gebärmutter-Blutungen, Krampfadern und Hämorrhoiden eingesetzt.
Ein Dekokt der Samen kann als Spülung, Fußbad oder Umschlag gegen geschwollene Beine oder Arme verwendet werden. Dies soll ebenfalls hilfreich bei Couperose und leichten hämorrhoidalen Entzündungen sein.
Die Früchte der Gewöhnlichen Rosskastanie sollen Blutgefäße, insbesondere Venen, stärken und sollen gegen Thrombose, Phlebitis (Venenentzündung), Krampfadern und Hämorrhoiden eingesetzt werden. Bei diesen Leiden sowie bei Ulcus cruris (Geschwürbildung an den Beinen) könne Rosskastanienextrakt auch äußerlich angewendet werden.

## Systematik

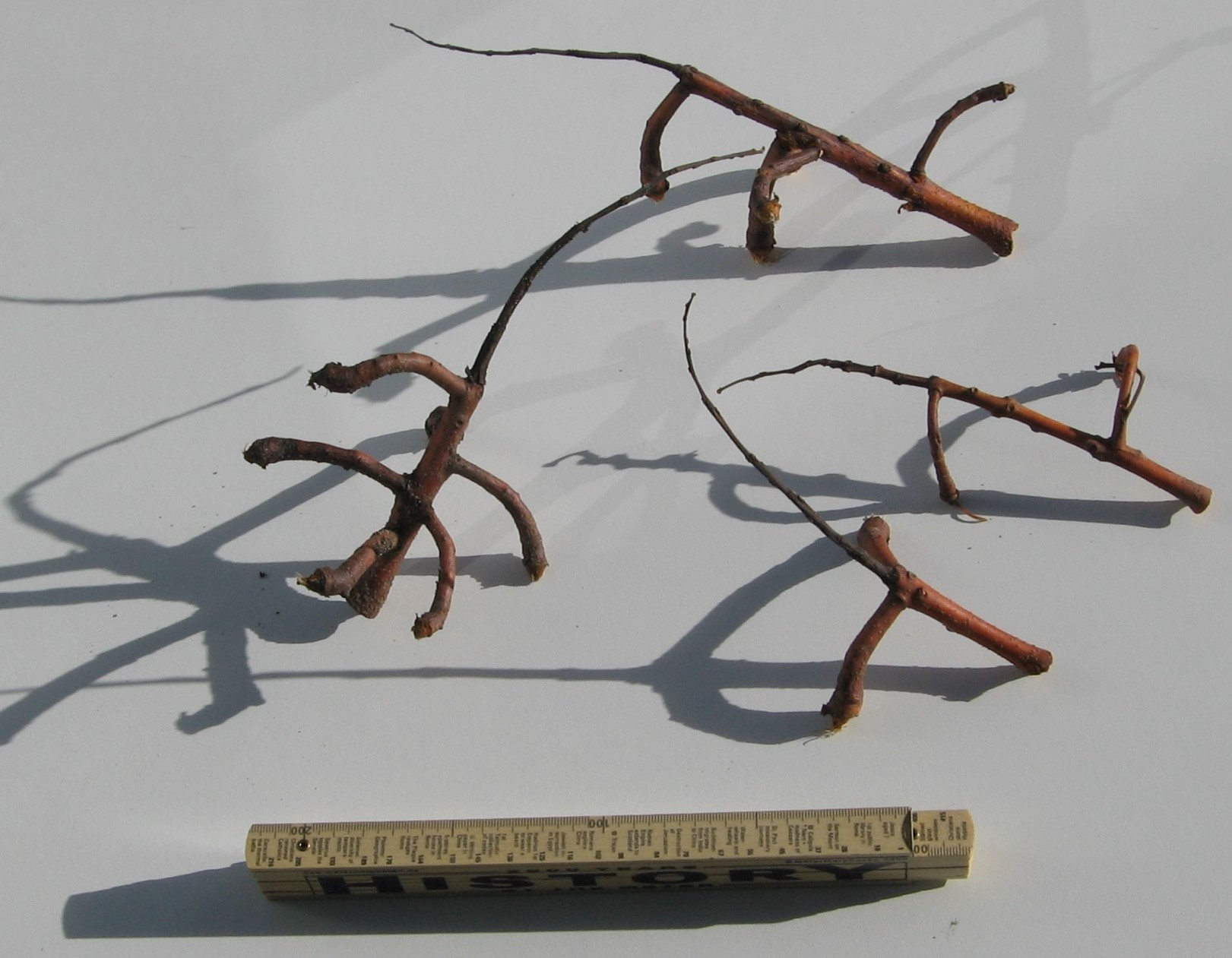
Reste der Fruchtstände nach dem Abfallen der Früchte

Pietro Andrea Mattioli hatte diese Art 1565 Castanea equina genannt, Johann Bauhin Castanea equina folio multifido und Caspar Bauhin Castanea folio multifido. Die gültige Erstveröffentlichung von Aesculus hippocastanum erfolgte 1753 durch Carl von Linné in Species Plantarum, Tomus I, S. 344. Das Artepitheton hippocastanum wurde von Carl von Linné gebildet als gräzisierte Version von älteren Benennungen. Als Lectotypusbeleg wurde Herb. Clifford: 142, Aesculus No. 1, das im Herbarium (BM) des Natural History Museum (NHM) in London hinterlegt ist, 1993 durch designated Fred Rogers Barrie in Regnum Vegetabile, … Band 127, S. 15 festgelegt.
Aesculus hippocastanum wird zusammen mit der in Japan endemischen Japanischen Rosskastanie (Aesculus turbinata) in die Sektion Aesculus innerhalb der Gattung Aesculus gestellt.

## Ausleseformen
Die Art Aesculus hippocastanum ist recht vielgestaltig, es wurden zahlreiche Varietäten und Formen beschrieben: Keine davon sind taxonomisch akzeptierte Taxa.
Gärtnerisch gibt es einige Ausleseformen:
sogenannte Varietäten mit besonderer Wuchsform sind:
- Aesculus hippocastanum var. pyramidalis Henry besitzt ein kompakte, schmal pyramidenförmige Krone
- Aesculus hippocastanum var. pendula Puvill. hat herabhängende Äste.
- Aesculus hippocastanum var. umbraculifera Jaeg. hat eine dichte, rundliche Krone
- Aesculus hippocastanum var. pumila Dipp. ist eine Zwergform.

Bei der Blütenfarbe werden Formen unterschieden:
- Aesculus hippocastanum f. beaumanii (C.K.Schneid.) Dole hat büschelförmig stehende, weiße Blüten.
- Aesculus hippocastanum f. schirnhoferi Voss hat büschelförmig stehende, gelb-rote Blüten.

Bei der Blattform gibt es die var. laciniata Ler. mit schmaleren Fiederblättern und tief unregelmäßig gesägtem Blattrand.
Bei der Blattfarbe gibt es die Varietäten
- Aesculus hippocastanum var. albo-variegata West. mit weiß gepunkteten Blättern.
- Aesculus hippocastanum var. variegata mit kleinen, gelben oder goldgelben Flecken auf den Blättern.
- Aesculus hippocastanum var. f. aureo-marginata hort. mit gold-gelbem Blattrand.
- Aesculus hippocastanum var. memmingeri Rehd. mit kleinen, weißen Flecken und Punkten auf den Blättern.

Die Form praecox zeichnet sich durch einen um zwei Wochen früher einsetzenden Austrieb aus.

## Trivialnamen
Der deutschsprachige Trivialname Rosskastanie bezieht sich auf die Edelkastanien-ähnlichen Samen, die von den Osmanen als Pferdefutter und als Heilmittel gegen Pferdehusten mitgeführt wurden und so nach Mitteleuropa gelangten. Dies diente zur Unterscheidung dieser für den Menschen ungenießbaren Samen von den schon länger bekannten, essbaren Edelkastanien.
Darüber hinaus sind oder waren für die Gewöhnliche Rosskastanie, zum Teil auch nur regional, auch folgende Bezeichnungen gebräuchlich: Foppkastanie, Bittere, Gemeine und Wilde Kastanie, Kastandelbom (Schleswig-Holstein), Kastanienbom (Mecklenburg, Weser), Kestebum (Siebenbürgen bei Sighișoara), Wäld Kiestebum (Siebenbürgen bei Sighișoara), Pferdekastanie, Pferdekesten, Rosskesten, Saukastanie und Vexierkastanie.

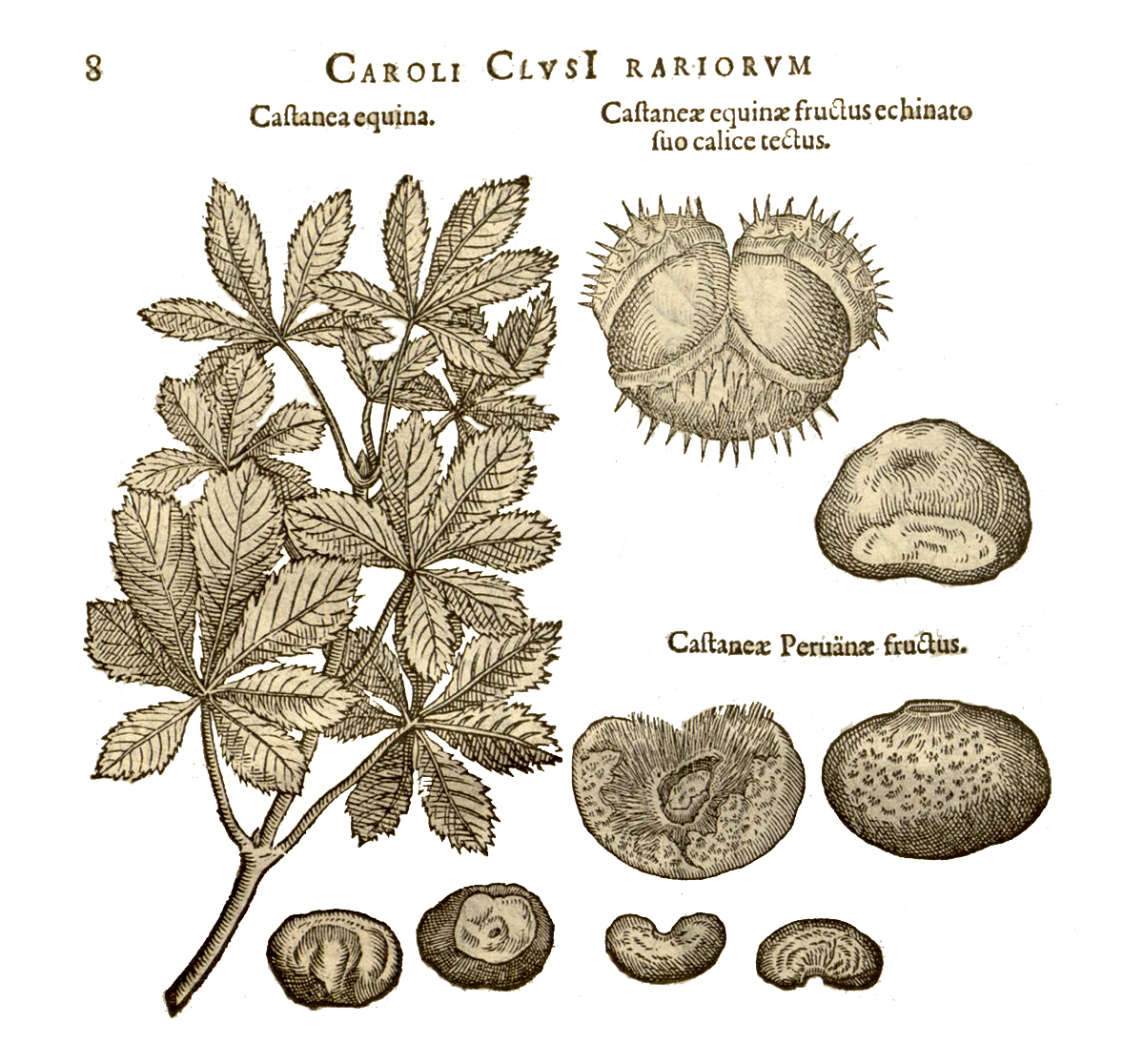
Abbildung der Rosskastanie in: Carolus Clusius: Rariorum plantarum historia, 1601 sowie in den von Georg Handsch bearbeiteten Ausgaben der Mattiolischen Dioskurides-Kommentare 1563: und 1586:

## Geschichte

### Einfuhr nach Wien im 16. Jahrhundert
Die Rosskastanie scheint den antiken Autoren nicht bekannt gewesen zu sein, obwohl die Art in den Gebirgen Griechenlands wächst. Sie gelangte mit den Osmanen, die sie als Pferdefutter nutzten, nach Mitteleuropa. Der erste Bericht stammt vom kaiserlichen Gesandten Busbecq aus Konstantinopel 1557. Der kaiserliche Gesandte David I. Ungnad von Weißenwolff brachte die Pflanze 1576 nach Wien, wo sie von Carolus Clusius angepflanzt wurde. Clusius sorgte durch den Versand der Samen für eine Verbreitung in ganz Europa.
Die Rosskastanie wurde rasch zu einem Modebaum, zunächst in fürstlichen Parks und Alleen. Ab dem 18. Jahrhundert wurde sie verbreitet als Alleebaum gepflanzt. Im 19. Jahrhundert wurde sie in Deutschland sehr häufig in den neu entstehenden Volksgärten gepflanzt. So wurde sie zu einem „Charakterbaum der städtischen Grünanlagen“. Es ist nicht unwahrscheinlich, dass die gesamten in Europa angepflanzten Kulturbäume der Gewöhnlichen Rosskastanien von den 1576 nach Wien mitgebrachten Samen abstammen.

### Rosskastanien-Rinde als Ersatz der Chinarinde
Ab der Mitte des 17. Jahrhunderts wurde die bitter schmeckende Chinarinde in Europa zur Behandlung von Wechselfiebern verwendet. Die Rinde war sehr teuer. Die Apothekertaxen gaben einen deutlich höheren Preis für Chinarinden als für einheimische Rinden an:
|                    | Augsburger Pharmacopöe 1734 | Württembergische Pharmacopöe 1741 | Frankfurter Pharmakopöe 1747 |
| ------------------ | --------------------------- | --------------------------------- | ---------------------------- |
| Chinarinde         | 16 Cruc. / Flor.            | 12 Kr. / Loth                     | 80 Creutzer / Loth           |
| Eschenrinde        | 01 Cruc. / Flor.            | 01 Kr. / Loth                     | 01 Creutzer / Loth           |
| Rosskastanienrinde | 02 Cruc. / Flor.            | 02 Kr. / Loth                     | 01 Creutzer / Loth           |

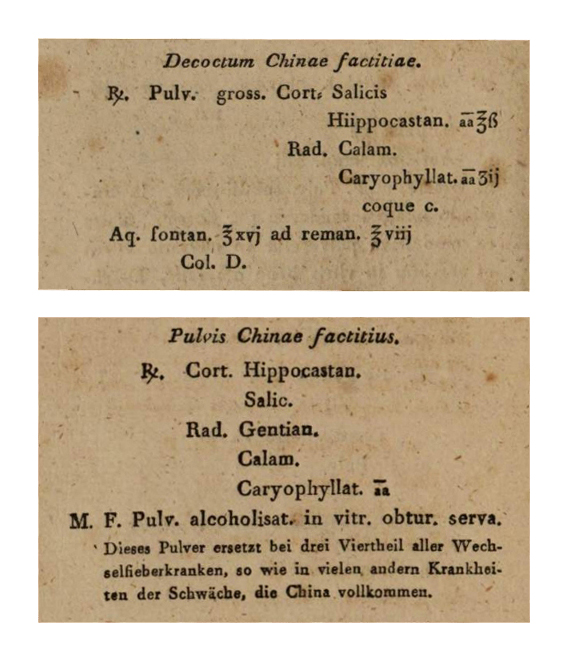
Aus Christoph Wilhelm Hufeland Armen-Pharmacopöe (1810–1836). Zwei Rezepte zum Ersatz der Chinarinde

Auf der Suche nach einem preisgünstigen einheimischen Ersatz für die Chinarinde wurden im 18. Jahrhundert vor allem Rinden einheimischer Bäume untersucht, und zwar die Rinde der Esche (ab 1712), die Rinde der Rosskastanie (ab 1733) und die Rinde der Weide (ab 1757).
Der Apotheker Jacopo Zannichelli (1695–1759) in Venedig berichtete 1733/34 über erfolgreiche Anwendungen der Rosskastanienrinde bei Dreitagefiebern, die der deutsche Arzt Paul Heinrich Gerhard Möhring 1736 in seiner Praxis bei der Behandlung von Viertagefiebern jedoch nicht bestätigt fand. 1763 machte H.W. Peipers in seiner Dissertation De cortice Hippocastani bekannt, dass sein Lehrer Johann Gottlob Leidenfrost in Duisburg ab 1752 wenigstens 20 Personen, die an Dreitagefieber litten, durch die Behandlung mit Rosskastanienrinden geheilt hatte. Peipers selbst hatte nach der Methode von John Pringle die fäulnishemmenden Wirkungen der Rosskastanienrinde und der Chinarinde verglichen und war dabei zum Schluss gekommen, dass Abkochungen aus der Rosskastanienrinde frisches Rindfleisch gleich gut konservierten wie Abkochungen aus der Chinarinde. Wilhelm Heinrich Sebastian Bucholz wiederholte 1769 Peipers Versuche und verwendete für die nach der Methode John Pringles angesetzten Versuche „essentielle Salze“ der Rosskastanienrinde und der Chinarinde, die er nach der Methode des Grafen Claude-Toussaint Marot de La Garaye hergestellt hatte. Er kam zu dem Ergebnis, dass die fäulniswidrige Wirkung der „essentiellen Salze der Rosskastanienrinde“ nur unwesentlich geringer sei, als die fäulniswidrige Wirkung der „essentiellen Salze der Chinarinde“. Demnach besitze das aus Rosskastanienrinde bereitete Salz eine starke fiebervertreibende Kraft. Die Akademie der Wissenschaften in Lyon krönte 1776 eine Preisschrift, die Jean François Coste (1741–1819) (Arzt am Königlichen Militärspital in Calais) und Rémi Willemet (Apotheker in Nancy) gemeinsam verfasst hatten. Coste und Willemet berichteten darin u. a. über ihre Erfahrungen bei der Verwendung der Rosskastanienrinde als Ersatz für die Chinarinde. Sie gaben die Rosskastanienrinde im fieberfreien Intervall des Wechselfiebers entweder als Abkochung mit Zusatz von Süßholzwurzel oder als Latwerge mit Zusatz von Tausendgüldenkraut, Haselwurz und Pfirsichblütensirup. Von fünfzehn Kranken mit Drei- und Viertagefieber wurden elf innerhalb von acht bis zehn Tagen ohne Rückfall geheilt. Drei Viertagefieber widerstanden, wovon zwei in Wassersucht und Tod übergingen, obwohl auch die Chinarinde eingesetzt wurde. Ein Patient, bei dem weder Rosskastanienrinde noch Chinarinde heilten, wurde bloß durch Veränderung der Luft wiederhergestellt. Auch William Cullen in Edinburgh hatte beobachtet, wie die Rinde der Rosskastanie neben der Rinde der Esche als Chinarindenersatz erfolgreich verwendet wurde.
In der Preußischen Pharmacopöe (3. Ausgabe 1799) wurde die Rosskastanienrinde aufgeführt und im Kommentar zu diesem amtlichen Arzneibuch von Karl Wilhelm Juch (1805) als vorzüglicher Ersatz der Chinarinde angepriesen. Ab der sechsten Auflage des Preußischen Arzneibuches (1848) war die Rosskastanienrinde ausgeschieden. In zwei Rezepten von Hufelands Armen-Pharmacopöe (1810–1836) wurde eine Kombination der Rosskastanienrinde mit der Weidenrinde (Cortex Salicis) sowie mit den Zusatzstoffen Kalmuswurzel (Radix Calami), Enzianwurzel (Radix Gentiana) und Nelkenwurz (Radix Caryophyllatae) als Ersatz für die Chinarinde angepriesen. Jean-Louis Alibert erwähnte die Rosskastanienrinde ab 1814 (dritte Auflage) in seinen Nouveaux éléments de thérapeutique et de matière médicale. In den großen Pariser Krankenhäusern, so auch in dem von ihm geleiteten Hôpital Saint-Louis war die Rinde als Ersatz für die Chinarinde ohne jeden Erfolg bei der Behandlung von Kranken mit leichtem Dreitagefieber erprobt worden. Als Nebenwirkungen wurden Erbrechen, Magenbrennen, Darmkoliken, Brennen beim Wasserlassen, Gesichtsschwellungen und Beinödeme beobachtet.

## Sonstiges
In Deutschland wurde die Gewöhnliche Rosskastanie zum Baum des Jahres 2005 gewählt. Ein wichtiger Grund für diese Entscheidung war die Gefährdung dieser Baumart durch die Rosskastanienminiermotte. Durch eine erhöhte Aufmerksamkeit für dieses Problem erhofft man sich schnellere Forschungserfolge für die Rettung der Baumexemplare.
Der Studienkreis Entwicklungsgeschichte der Arzneipflanzenkunde am Institut für Geschichte der Medizin der Universität Würzburg kürte die Gewöhnliche Rosskastanie zur Arzneipflanze des Jahres 2008.